# Condorcet, Drôme
Condorcet är en kommun i departementet Drôme i regionen Auvergne-Rhône-Alpes i sydöstra Frankrike. Kommunen ligger i kantonen Nyons som tillhör arrondissementet Nyons. År 2022 hade Condorcet 506 invånare.

## Befolkningsutveckling
Antalet invånare i kommunen Condorcet
Referens:INSEE